# За македонцките работи
„За македонцките работи“ е книга на Кръсте Мисирков, публикувана през 1903 г. в София. Книгата обсъжда идеята за обособяването на македонските славяни в народност, отделна от българската, и доколко това отделяне е етнографски, исторически и лингвистично обосновано. Книгата е забележителна от една страна с прокарването на новата за времето идея за етнически македонски сепаратизъм и с това, че е една от първите книги, написани на македонско (централно) наречие, а от друга – с това, че предлага един нестандартен, но близък и подробен поглед върху изключително динамичен период от историята на България и Балканите.
Някои от тезите, които Мисирков излага в книгата, относно езика и историята на македонските славяни са в разрез с широко приетите сред филолозите и историците.